# Polyphaenis viridisema
Polyphaenis viridisema är en fjärilsart. Polyphaenis viridisema ingår i släktet Polyphaenis och familjen nattflyn. Inga underarter finns listade i Catalogue of Life.